# Alessio Romagnoli
Alessio Romagnoli (* 12. Januar 1995 in Anzio) ist ein italienischer Fußballspieler. Der Innenverteidiger steht in Diensten von Lazio Rom und ist Nationalspieler.

## Karriere

### Verein

#### AS Rom
Romagnoli begann das Fußballspielen in der Jugend der AS Rom, die er bis Sommer 2013 besuchte. Er gab jedoch bereits am 11. Dezember 2012 mit 17 Jahren sein Profidebüt im Coppa-Italia-Spiel gegen Atalanta Bergamo (3:0). Nur elf Tage später absolvierte er seine erste Serie-A-Partie gegen die AC Mailand (4:2). In der Spielzeit 2012/13 kam er noch zu einem weiteren Einsatz am 3. März 2013, im Spiel gegen den CFC Genua.

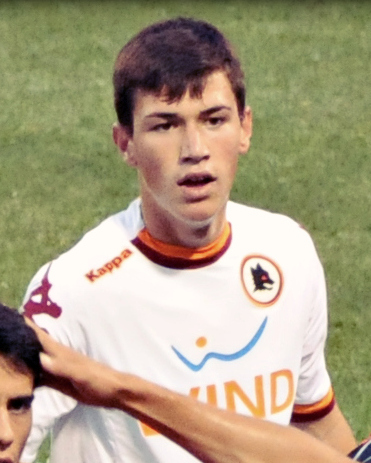
Alessio Romagnoli (2012)

Seit der Saison 2013/14 gehört Romagnoli zum Kader der Roma und läuft unter Rudi Garcia regelmäßig auf. So gelang ihm am 16. Februar 2014 in der Partie gegen Sampdoria Genua sein erstes Serie-A-Tor. Am 1. September 2014 gab der AS Rom bekannt, dass Romagnoli an Sampdoria Genua für die Dauer von einem Jahr ausgeliehen wird.

#### Sampdoria Genua
Unter Cheftrainer Siniša Mihajlović wurde Romagnoli auf Anhieb ein wichtiger Stammspieler in der Innenverteidigung. Insgesamt absolvierte Romagnoli 31 Pflichtspiele für Sampdoria Genua und erzielte dabei zwei Tore. Der Verein beendete die Saison 2014/15 auf dem siebten Tabellenplatz und durfte damit an der Qualifikation für die UEFA Europa League teilnehmen.

#### AC Mailand

##### Saison 2015/16
Am 12. August 2015 wechselte Romagnoli zum AC Mailand und unterschrieb dort einen Fünfjahresvertrag bis zum 30. Juni 2020.  Neuer Cheftrainer beim AC Mailand war Siniša Mihajlović und genau wie in der vorherigen Saison bei Sampdoria Genua setzte dieser auf Romagnoli als Stammspieler in der Innenverteidigung. Romagnoli kam in seiner ersten Saison in Mailand direkt auf 40 Pflichtspieleinsatz und erreichte mit dem AC Mailand das Finale des italienischen Pokals, welches Juventus Turin mit 1:0 in der Verlängerung für sich entscheiden konnte. Der AC Mailand beendete die Saison auf dem siebten Tabellenplatz.

##### Saison 2016/17
Als Pokalfinalist traf der AC Mailand im italienischen Superpokal auf den amtierenden Meister und Pokalsieger Juventus Turin. Der Superpokal wurde im Dezember 2016 in Katar ausgetragen. Im Elfmeterschießen gewann der AC Mailand mit 5:4, Romagnoli stand dabei die vollen 120 Minuten auf dem Platz. Die Mannschaft beendete die Saison auf dem sechsten Tabellenplatz und durfte somit an der Qualifikation für die UEFA Europa League teilnehmen. Romagnoli erzielte insgesamt ein Tor in 29 Pflichtspieleinsätzen war auch unter dem neuen Trainer Vincenzo Montella ein wichtiger Bestandteil der Abwehrkette.

##### Saison 2017/18
Der ehemalige Milan-Spieler Gennaro Gattuso wurde im November 2017 neuer Cheftrainer beim AC Mailand und genau wie bei seinen Vorgängern war Romagnoli als wichtiger Leistungs- und Führungsspiel in der Startelf gesetzt. Die Saison beendete der AC Mailand auf dem sechsten Tabellenplatz. In der UEFA Europa League scheiterte man im Achtelfinale am FC Arsenal und das Pokalfinale wurde mit 0:4 gegen Juventus Turin verloren. Romagnoli absolvierte 42 Pflichtspiele und erzielte dabei drei Tore.

##### Saison 2018/19
Zu Beginn der Saison wurde Romagnoli zum neuen Kapitän des AC Mailands benannt, sein Vorgänger Leonardo Bonucci wechselte zu Juventus Turin. Die Saison 2018/19 war eine große Enttäuschung für den AC Mailand. In der UEFA Europa League schied man in der Gruppenphase aus, im Superpokal verlor man mit 0:1 gegen Juventus Turin und im Pokal schied man im Halbfinale gegen Lazio Rom aus. Die Saison beendete der Mailand auf dem fünften Tabellenplatz, doch durch Verstöße gegen das Financial Fairplay der UEFA wurde der AC Mailand für die kommende Saison von der UEFA Europa League ausgeschlossen. Romagnoli absolvierte 41. Pflichtspiele und erzielte dabei zwei Tore.

#### Lazio Rom
Im Sommer 2022 wechselte er zu Lazio Rom und unterzeichnete dort einen Fünfjahresvertrag.

### Nationalmannschaft
Romagnoli absolvierte von 2011 bis 2016 drei, sechs, zwölf bzw. fünfzehn Partien für die U-16, U-17, U-19 Italiens sowie U-21-Auswahl. Am 6. Oktober 2016 gab er sein Debüt für die Italienische Fußballnationalmannschaft im WM-Qualifikationsspiel gegen Spanien. Bis 2019 gehörte Romagnoli regelmäßig zum Kader der Squadra Azzurra und absolvierte insgesamt 12 Partien und erzielte zwei Treffer. Seine letzte Nominierung erfolgte im Herbst 2020. Seither wurde er nicht mehr in den Kader berufen.

## Erfolge

### AC Mailand
- Italienischer Superpokal: 2016/17
- Italienischer Meister: 2021/22